# Heroes of Might and Magic II: The Succession Wars
Heroes of Might and Magic II: The Succession Wars (vaak Heroes II of HoMM2 genoemd) is het tweede Heroes of Might and Magic computerspel ontworpen door New World Computing in 1996.
Heroes II was net als Heroes I een groot succes. Om die reden verscheen er later een uitbreidingsspel: Heroes of Might and Magic II: The Price of Loyalty. Later verschenen beide spellen samen als Heroes of Might and Magic II Gold.

## Veranderingen sinds deel 1
Hoewel “Heroes II” in veel opzichten hetzelfde is als “Heroes I” zijn er toch een paar verschillen in de manier van spelen.

### Tweede vaardigheden
In Heroes II kunnen de helden hun vaardigheden uitbreiden met zogenaamde “secondary skills”, ofwel: tweede vaardigheden. Daar waar in Heroes I de helden alleen dingen konden leren uit vier hoofdgroepen (Attack, Defense, Spell Power en Knowledge) bevat Heroes II ook subgroepen, waardoor de helden nu in totaal 8 vaardigheden kunnen leren. Elk van deze vaardigheden kan worden geleerd op drie verschillende niveaus: “Basic”, “Advanced” en “Expert”.
Enkele nieuwe vaardigheden zijn:
- Wisdom (wijsheid): stelt held in staat om spreuken van level 3 en hoger te leren.
- Logistics (logistiek): vergroot de afstanden die de held over land kan afleggen.

### Magie
In Heroes I gaf de “Knowledge” van een held aan hoe vaak hij een spreuk kon gebruiken voordat hij deze vergat en opnieuw moest leren. In Heroes II wordt gewerkt met zogenaamde “Spell points”. In Heroes II vergeet een held een geleerde spreuk niet meer, maar het gebruik van een spreuk vereist een bepaald aantal spell points. Wanneer een held spreuken uitspreekt gaat zijn spell points aantal omlaag en moet uiteindelijk worden aangevuld.
Het aantal spell points dat een held maximaal kan hebben wordt bepaald door zijn “knowledge” level. De spell points van een held worden elke dag met 1 aangevuld, maar er zijn punten op de kaart waar een held zijn spell points met een hoger aantal kan aanvullen.

### Nieuwe Helden
Naast de gebruikelijke helden categorieën “Knight”, “Barbarian”, “Sorceress” en “Warlock” bevat Heroes II ook de nieuwe groepen “Wizard” en “Necromancer”.

### Upgraded monsters
Heroes II bevat de eigenschap om sommige monsters en legereenheden een “upgrade” te geven. Zo’n upgrade geeft hen vaak extra Attack, Defense en Hit points, maar kan hen ook van speciale eigenschappen voorzien.

## Verhaal
Heroes II gaat ervan uit dat in Heroes I de Ironfist-familie de oorlog uit dat spel heeft gewonnen en het continent Enroth heeft verenigd. Na de dood van koning Ironfist wordt een ziener aangesteld om de opvolger te zoeken. De twee die de meeste kans maken zijn de broers Archibald en Roland. In serie van vreemde ongelukken komen de ziener en al zijn opvolgers om. Roland ontvlucht het paleis en de nieuwe ziener verkiest Archibald tot koning. Archibald beschuldigt Roland ervan alle andere zieners te hebben vermoord en een oorlog tussen de twee breekt uit, met Enroth als inzet.
Als speler kan je voor zowel Archibalds als Rolands partij kiezen.

## Steden
Zoals in Heroes I draaien de scenario’s in Heroes II om verschillende steden. De steden zijn de thuisbasis voor de helden. Hier kunnen ze geld verdienen, legereenheden kopen en nieuwe helden inhuren.
Er zijn een aantal gebouwen die in elk type stad voorkomen, en gebouwen die per groep verschillen.

### Algemene gebouwen
- Castle: verhoogt het inkomen elke dag met 1.000 goud en stelt een speler in staat nieuwe helden in te huren. Als een stad geen kasteel heeft verdient de speler maar 250 goud per dag en kan hij/zij geen nieuwe gebouwen neerzetten. Als de stad aangevallen wordt en er is geen kasteel, dan moet de speler in het open veld vechten. Een stad die wel een kasteel heeft kan worden verdedigd vanachter een muur
- Well: vergroot de groei van nieuwe wezens met 2 per week.
- Statue: vergroot het inkomen met 250 goud per dag
- Tavern: vergroot het moreel van de verdedigers indien de stad aangevallen wordt, en stelt de speler in staat geruchten te horen over hoe het er in de rest van het spel aan toe gaat. Een Necromancer stad heeft geen taveerne, maar heeft deze ook niet nodig (ondoden hebben geen dorst!)
- Marketplace: stelt de speler in staat om je grondstoffen te ruilen (zoals goud voor edelstenen).
- Thieves' Guild: geeft de speler de mogelijkheid tijdelijk te kijken hoe zijn/haar vijanden ervoor staan.
- Mage Guild: elke keer als het level van een held toeneemt kan hij hier nieuwe spreuken leren. Hiervoor moet de held wel een spreukenboek hebben die hij bij het Mage Guild kan kopen.
- Shipyard: Indien de stad aan zee ligt kan hier een boot worden gebouwd.
- Captain's Quarters: als een stad wordt aangevallen, maar er is geen held aanwezig, verschijnt er dankzij dit gebouw een kapitein om de troepen van de stad aan te voeren en te helpen zoals normaal een held dat doet.
- Left Turret, Right Turret, and Moat: extra verdedigingsbouwwerken.

### Knight
- Farm: verhoogt het aantal te rekruteren Peasants met 8 per week.
- Fortifications: maakt de stadsmuren twee keer zo hard en dus moeilijker om te doorbreken bij een aanval.

Knight helden hebben vaak de hoogste verdedigingswaarden in het spel.

### Barbarian
- Garbage Heap: vergroot het aantal te rekruteren Goblins met 8 per week.
- Coliseum: verhoogt het moreel van de verdedigende troepen met twee.

Barbarian-helden beginnen met de hoogste aanvalspunten.

### Wizard
- Orchard: vergroot het aantal te rekruteren Halflings met 8 per week.
- Library: kan extra spreuken toevoegen aan het Mage Guild.

Wizard helden beginnen met 0 Attack, maar hebben meer Spell Power dan andere helden.

### Necromancer
- Skull Pile: vergroot het aantal te rekruteren Skeletons met 8 per week.
- Storm: vergroot de “Spell Power” van de verdedigende helden met 2.
- Shrine: dit gebouw wordt toegevoegd in de Price of Loyalty uitbreidingsset. Vergroot de Necromancy vaardigheid van al je helden. De Shrine vervangt ook de Tavern in een Necromancer stad.

### Sorceress
- Crystal Garden: vergroot het aantal te rekruteren Sprites met 8 per week.
- Rainbow: verhoogt het geluk van de verdedigende legers met 2.

Sorceress helden hebben in het begin de meeste Knowledge van alle helden.

### Warlock
- Waterfall: vergroot het aantal te rekruteren Centaurs met 8 per week.
- Dungeon: vergroot je goudopbrengst met 500 per week.

## Spelbalans
Zoals in alle Heroes of Might and Magic spellen is getracht een balans aan te brengen tussen de verschillende steden en eenheden. De Zwarte Draken (en in mindere mate de Titanen) bleken deze balans te verstoren: ze waren veel te sterk. Wie er een paar van had verkreeg meteen een onevenredig groot voordeel over andere partijen. De Zwarte Draken hebben daarom in Heroes of Might and Magic III enigszins aan kracht ingeboet.